# Bandundu (stad)
Bandundu (fram till 1966 Banningville) är huvudort i provinsen Kwilu i Kongo-Kinshasa. Staden ligger cirka 300 km nordöst om Kinshasa och har omkring 116 700 invånare (1998). Den är en viktig flodhamn där Kasaiflodens båda bifloder Kwango och Kwilu flyter ihop. Staden är centrum i ett jordbruksområde där man odlar oljepalmer, jordnötter och maniok.
Tidigare var Bandundu huvudort i provinsen med samma namn, som existerade mellan 1966 och 2015, då den delades i Kwango, Kwilu och Mai-Ndombe.